# Lonewolf Nunataks
Die Lonewolf Nunataks (englisch für Einsamer-Wolf-Nunatakker) sind eine Gruppe isolierter Nunatakker in der antarktischen Ross Dependency. Sie ragen 40 km nordwestlich der Wilhoite-Nunatakker an der Südseite des Byrd-Firnfelds auf.
Teilnehmer einer von 1960 bis 1961 durchgeführten Kampagne im Rahmen der New Zealand Geological Survey Antarctic Expedition benannten sie nach ihrer isolierten Lage.